# Лужевский, Руслан Михайлович
Русла́н Миха́йлович Луже́вский (укр. Руслан Михайлович Лужевський; 31 августа 1975, с. Волошиновка, Барышевский район, Киевская область, УССР, СССР — 5 мая 2014, г. Славянск, Донецкая область, Украина) — инструктор спецподразделения «Альфа», капитан Службы безопасности Украины, мастер спорта Украины по стрельбе и рукопашному бою, многократный участник и призёр международных и всеукраинских соревнований. Герой Украины (2014, посмертно). Посмертно присвоено звание майор.
5 мая 2014 года группа солдат, возглавляемая Лужевским, попала в засаду в ходе боев за Славянск. В самом начале боя Лужевский получил тяжелое ранение и до последнего патрона прикрывал отход своих товарищей. Скончался от ранений на месте боя. Похоронен в родном селе.

## Награды
- Звание Герой Украины с удостаиванием ордена «Золотая Звезда» (3 ноября 2014) — за исключительное мужество, героизм и самопожертвование, проявленные при защите государственного суверенитета и территориальной целостности Украины, верность военной присяге (посмертно)[2].
- Орден Богдана Хмельницкого III ст. (20 июня 2014) — за личное мужество и героизм, проявленные при защите государственного суверенитета и территориальной целостности Украины, верность военной присяге и несокрушимость духа (посмертно)[3]
- Ведомственное поощрительное отличие Службы безопасности Украины — нагрудный знак «За отвагу» (май 2014) — за личную отвагу и самоотверженные действия при защите государственного суверенитета Украины (посмертно)[4]